# Currais Novos (kommun)
Currais Novos är en kommun i Brasilien.   Den ligger i delstaten Rio Grande do Norte, i den östra delen av landet, 1 600 km nordost om huvudstaden Brasília. Antalet invånare är 42 668.
Följande samhällen finns i Currais Novos:
- Currais Novos

Omgivningarna runt Currais Novos är huvudsakligen savann. Runt Currais Novos är det ganska glesbefolkat, med 47 invånare per kvadratkilometer.